# Norderburg (Dornum)
Die Norderburg, auch Schloss Dornum genannt, ist ein Wasserschloss in der ostfriesischen Gemeinde Dornum im Nordwesten Niedersachsens. Das Hauptgebäude sowie die Nebengebäude werden seit 1951 als Schule genutzt.

## Geschichte
Bereits um 1400 gab es in Dornum drei Häuptlingsburgen: die Norderburg, die Westerburg und die Osterburg – die spätere Beningaburg. Die Norderburg wurde ebenso wie die Beningaburg wahrscheinlich im 14. Jahrhundert erbaut. Bauherr war vermutlich Olde Hero von Dornum, dessen Sohn und Erbe Lütet mit Ocka tom Brok verheiratet war.
Auf der Norderburg ereignete sich 1397 das wohl bekannteste – und auch literarisch verarbeitete – Familiendrama der ostfriesischen Geschichte: Der Sohn des Erbauers der Norderburg, Lütet, erschlug – angeblich auf Anraten seiner Schwiegermutter – seine Gemahlin Ocka wegen angeblicher Untreue und Aufsässigkeit. Daraufhin zeigte sich die Schwiegermutter Foelke Kampana, Ehefrau des Häuptlings Ocko II. tom Brok und im Volksmund die „Quade Foelke“ genannt, von ihrer starken Seite und übernahm kurzerhand die Burg. Sowohl Lütet als auch sein Vater wurden auf Befehl der Schwiegermutter enthauptet.
Um 1420 gelangte die Norderburg durch Heirat von Lütets Tochter Etta mit Mauritz Kankena in den Besitz der ostfriesischen Häuptlingsfamilie Kankena.
Alle Dornumer Burgen wurden 1514 im Zuge der Sächsischen Fehde zerstört. Die Sachsen hatten die Burgen zwar erobert, aber für 4000 Gulden an Hero Omken aus Esens verkauft. Hero Omken war ein erbitterter Feind des ostfriesischen Grafen Edzards I. Cirksena (1461–1528), mit dem die ursprünglichen Burgbesitzer Hero Mauritz Kankena († 1518) und Hicko Mauritz Kankena († 1515) verbündet waren. Die Cirksena konnten die Burg noch kurz zurückerobern, aber Hero Omken vertrieb sie, plünderte und zerstörte sie. 1534 ließ Hicko Kankena die zerstörte Norderburg als Vorläuferbau der heutigen Burg aus Backsteinen im Klosterformat und mit Muschelkalkmörtel wieder aufbauen.
1556 ging die Norderburg in den Besitz der aus der niederländischen Provinz Drenthe stammenden Familie von Closter über und verblieb bis ins 18. Jahrhundert in deren Eigentum. Der letzte Erbherr, Haro Joachim von Closter († 1728), baute die Burg zwischen 1698 und 1707 zu einem prächtigen niederländischen Barockschloss mit Park aus, in dessen Mauern noch Reste der alten Renaissanceanlage zu finden sind. 1707 erhielt das Torhaus von 1678 seinen 30 Meter hohen Turm, der mit einer Welschen Haube gekrönt ist. In den beiden laternenartigen Zwischenstücken des Turmes hängen Glocken. Durch das Torhaus führt eine mit einem breiten Rundbogen versehene Durchfahrt zum eigentlichen Hauptgebäude. Haro Joachim von Closter war es auch, der den Spruch „Neid ist mir lieber als Mitleid“ über dem Torbogen im inneren Schlosshof anbringen ließ. Bei einem Brand 1721 brannte der Nordflügel ab und wurde völlig neu errichtet.
Später wechselte die Norderburg mehrfach den Besitzer. Ab 1920 wurde das Gebäude als private Mittelschule genutzt. Schulleiterin war unter anderem Christine Bourbeck, die später in Berlin als eine der bedeutendsten evangelischen Theologinnen Deutschlands bekannt wurde. Von 1930 bis 1933 war in dem Gebäude die Ostfriesische Bauernhochschule untergebracht. Ab 1933 diente das Gebäude als Führerschule der SA und Wohn- und Ausbildungsstätte des Reichsarbeitsdienstes. 1942 ging das Schloss aus Privatbesitz in das Eigentum des Staates über.
Nach dem Zweiten Weltkrieg gelang das Gebäude in den Besitz des Land Niedersachsens. Ab Ostern 1951 wurde im Gebäude der Norderburg wieder eine private Mittelschule untergebracht. 1956 erfolgte die Umwandlung zur Öffentlichen Schule, die Schulträgerschaft übernahm der Landkreis Norden.
Ab 1994 und besonders in den Jahren 1998 bis 2001 erfolgten umfangreiche Restaurierungsarbeiten durch das Land Niedersachsen.

## Beschreibung

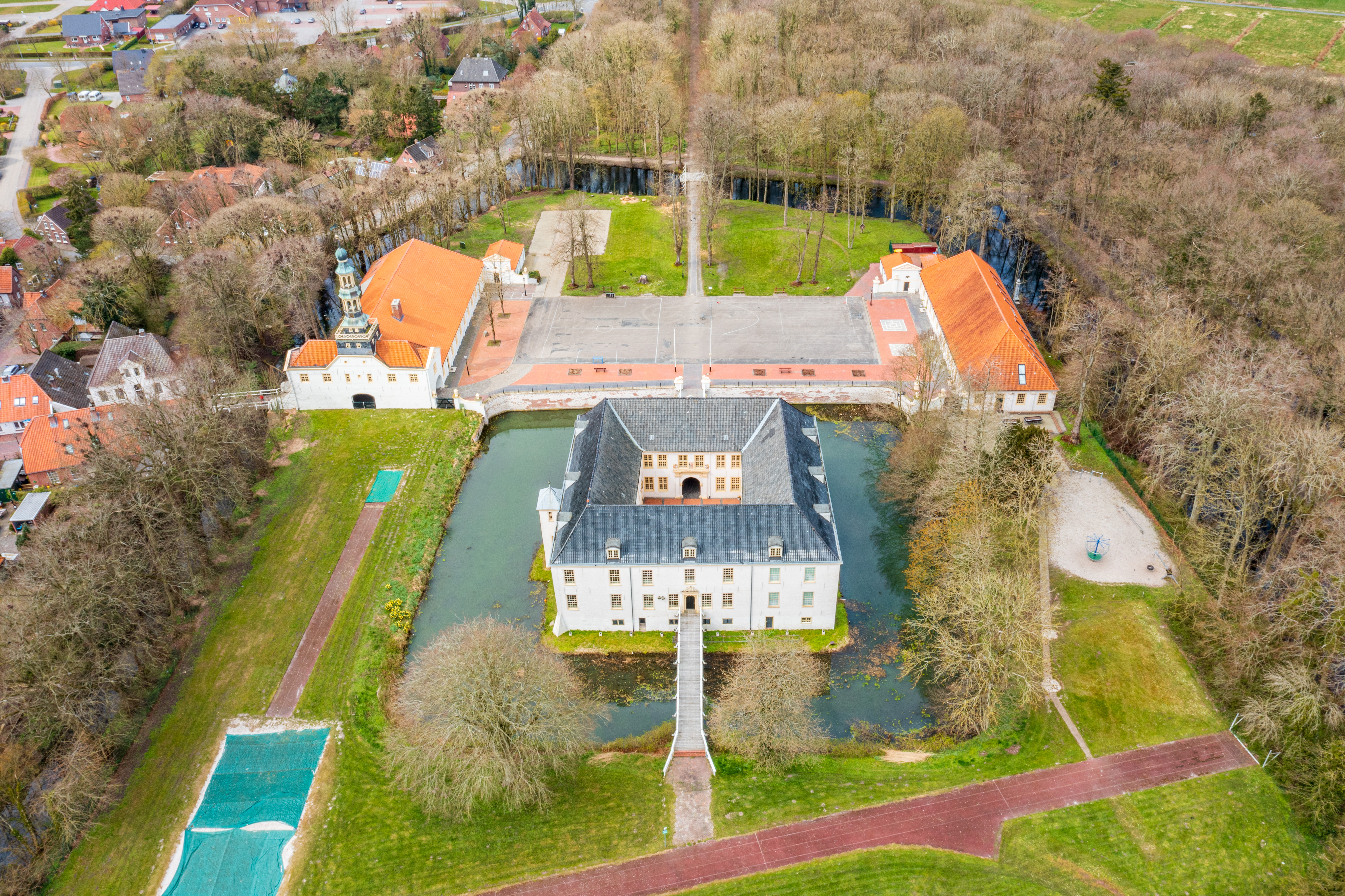
Luftbild der Gesamtanlage

Die Schlossstraße führt durch das Torhaus von 1678 mit seinem Turmhelm von 1707 und endet auf dem weiten Platz der Vorburg, in dem ebenfalls die von alten Bäumen gesäumte barocke Schlossallee mündet. Der Platz ist von niedrigen Gebäuden umgeben, die einst Wirtschaftsgebäude und der Marstall waren. Vom Platz der Vorburg führt eine hölzerne Brücke über den das Schloss umgebenden Wassergraben zum Schlossportal. Über dem Portal befindet sich ein monumentaler Giebel, der in seinem Mittelpunkt Pallas Athene, die griechische Göttin der Weisheit und der Kriegskunst, zeigt.
Bedeutsam ist der Rittersaal der Norderburg, ein zweistöckiger Raum mit einer umlaufenden Galerie und einem barocken Deckengemälde, das Demeter, die Göttin der Fruchtbarkeit und der Erde, darstellt. Zwei barocke Gemälde eines unbekannten Malers im Rittersaal zeigen Hero Mauritz von Closter (1594–1673) mit seinen drei Söhnen und zwei Töchtern, das andere seine Gemahlin Almuth von Fridag (1604–1650) mit drei Töchtern, von denen einen auf dem Totenbett liegt. Die Bilder zeigen beispielhaft, wie sich eine adelige Familie des Barock darstellen wollte.

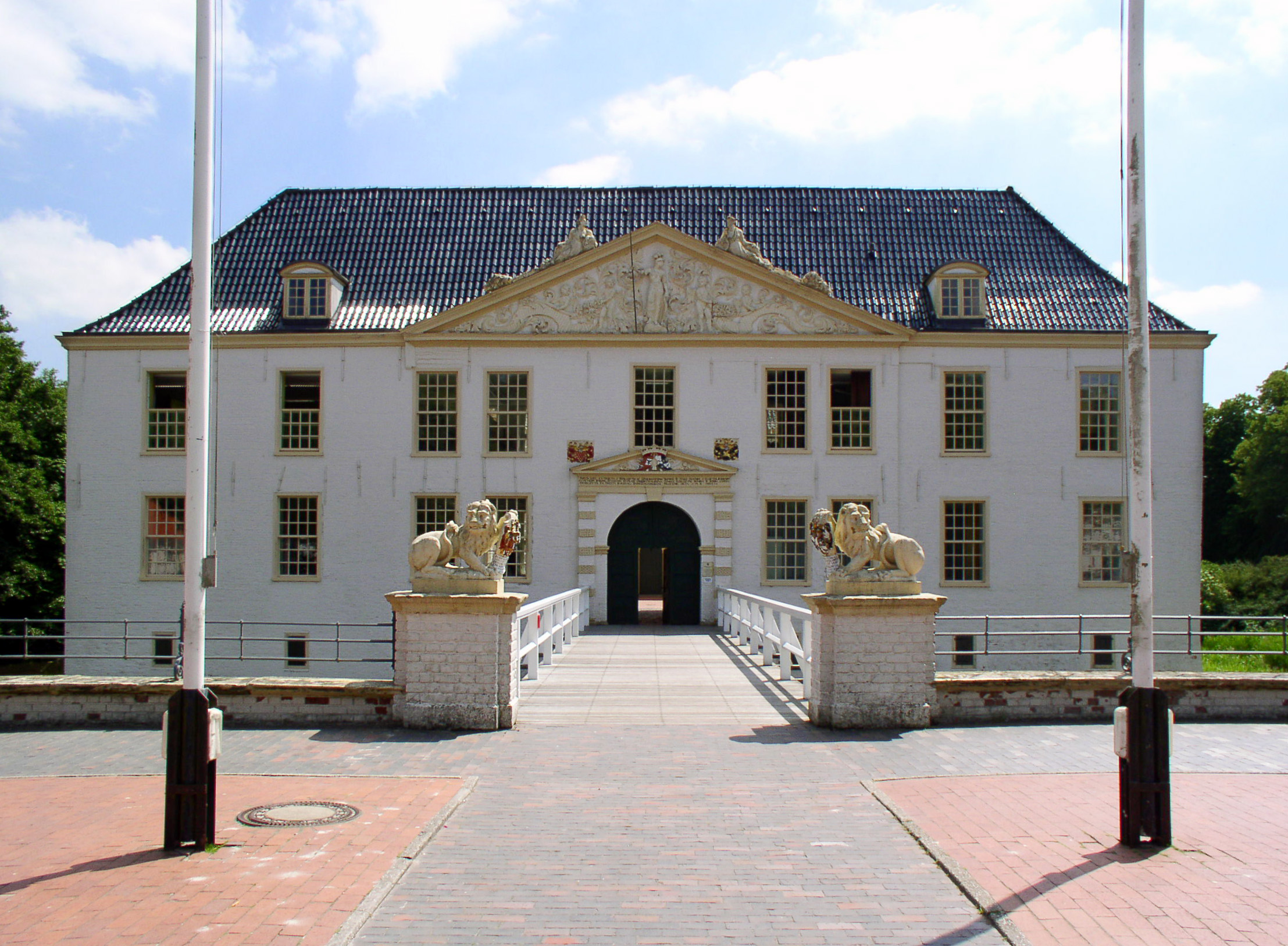
Eingangsbrücke zum Hauptgebäude
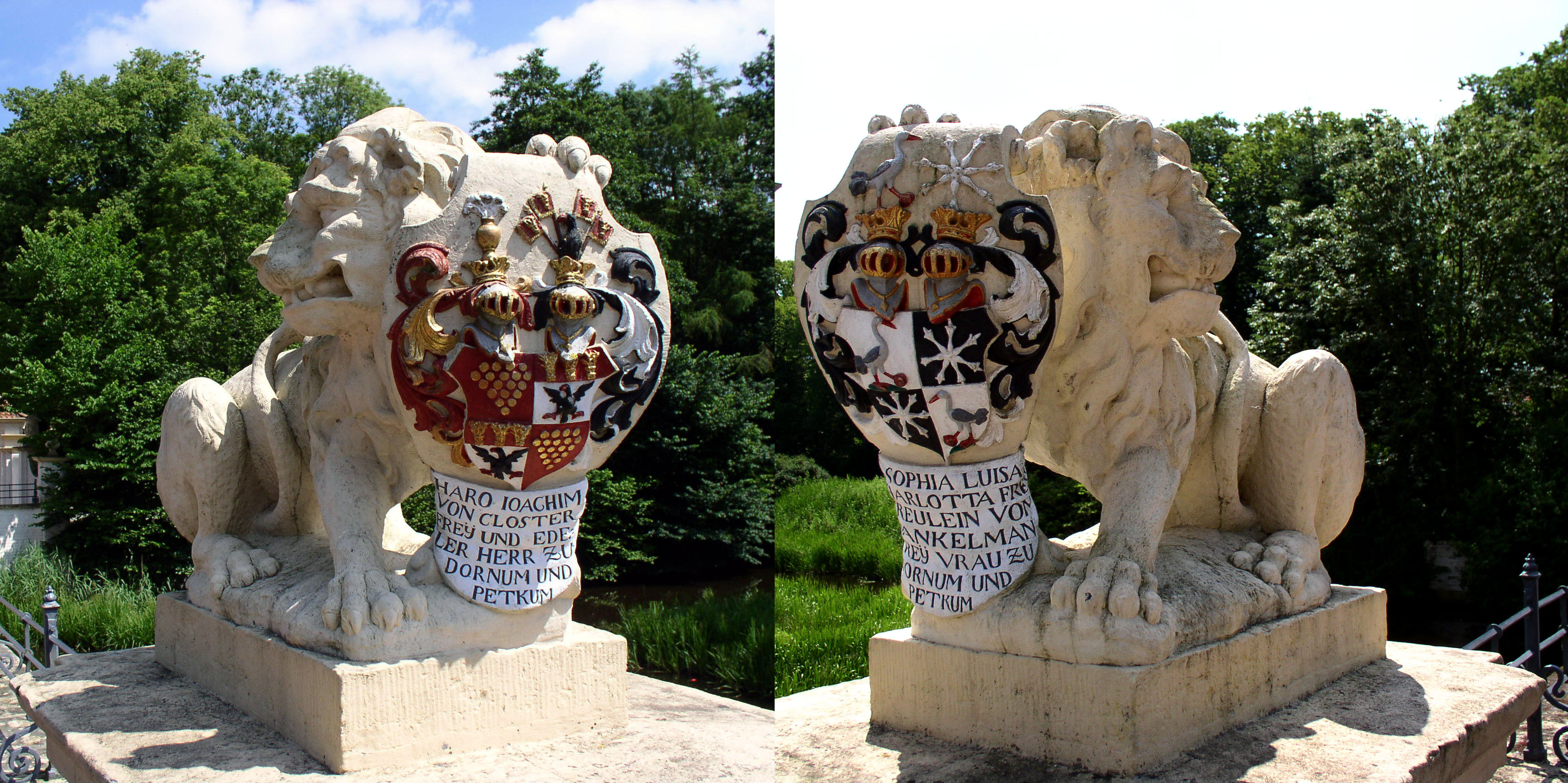
Löwen auf der Eingangsbrücke
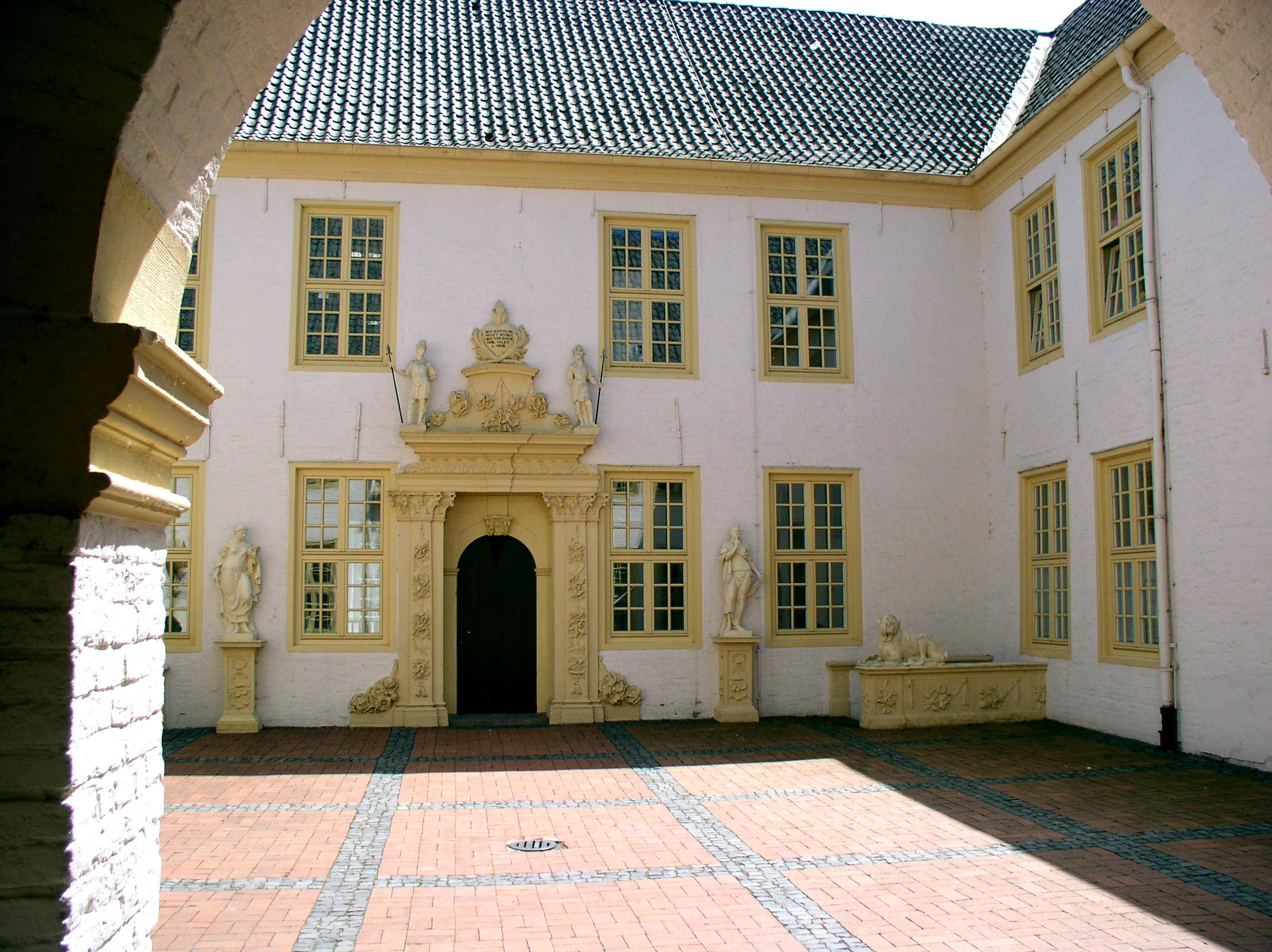
Innenhof
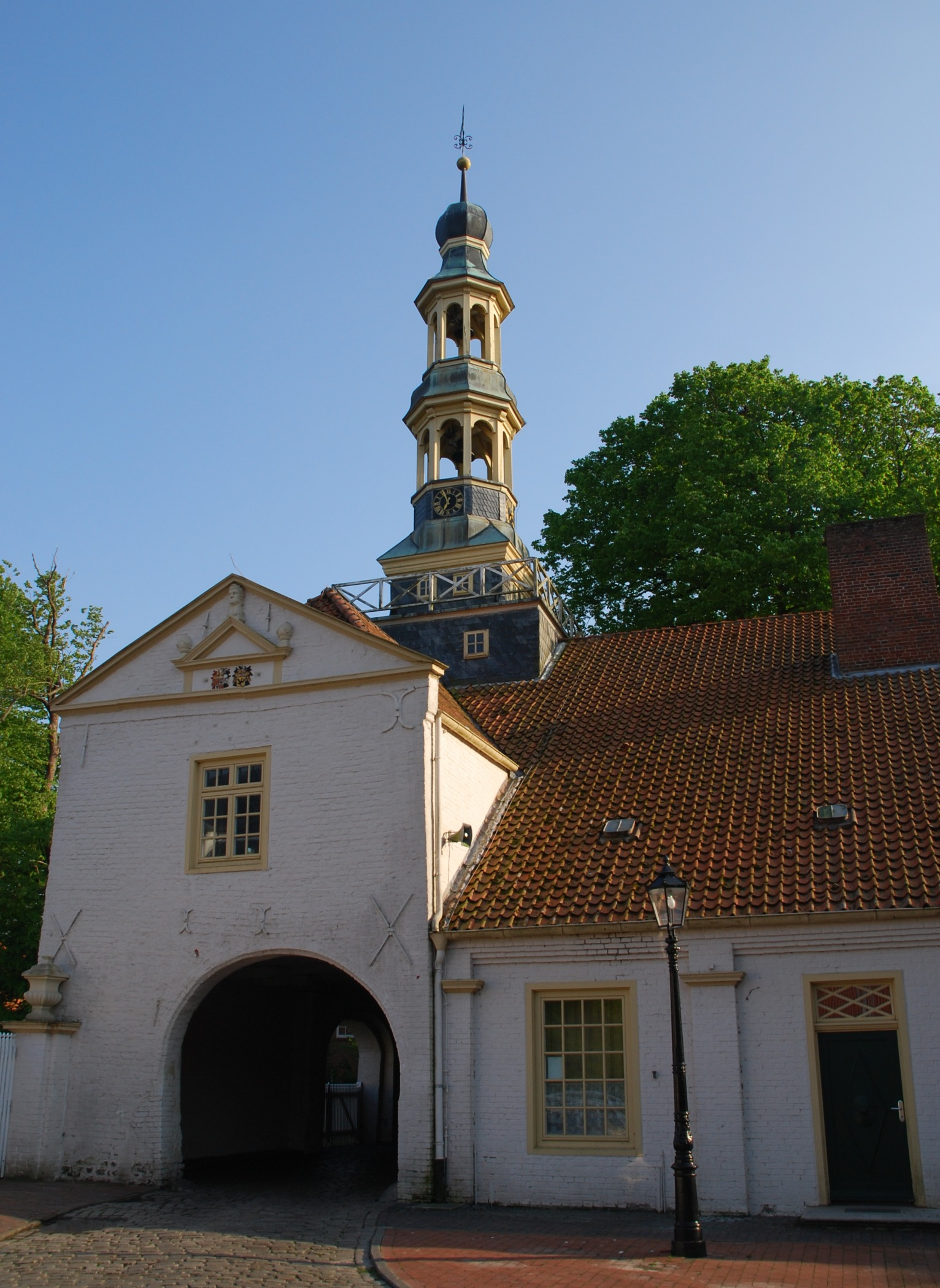
Eingangsportal der Norderburg